# فينافرو
فينافرو (بالإيطالية: Venafro)‏ هي بلدية في مقاطعة إزيرنيا في إقليم موليزي الإيطالي.

## السكان
في سنة 1861 بلغ عدد السكان 4٬566 نسمة، وتطور العدد ليصل في سنة 2013 لـ 11٬434 نسمة.
يظهر هذا المخطط البياني تطور النمو السكاني لـ فينافرو

## توأمة
لفينافرو اتفاقيات توأمة مع كل من:
- سسيس
- كاسينو